# Strateški savez
Strateški savez je koalicija organizacija u svrhu postizanja važnih poslovnih ciljeva. Strateški savezi se razlikuju od drugih vrsta saradnje jer se oni sklapaju radi ostvarivanja dugoročnih ciljeva i planova organizacije, te su usmereni na poboljšanje konkurentskog položaja na domaćem i/ili međunarodnom tržištu. Organizacije koje ulaze u strateški savez ostaju formalno nezavisne.

## Karakteristike
Saradnja je pojam koji označava saradnju među partnerima, a saradnja podrazumeva zajedničko delovanje najmanje dvoje učesnika radi postizanja i ostvarivanja zajedničkih ciljeva. Današnje društvo sve se više služi modernim tehnologijama i zahtevi potrošača postaju sve složeniji. Organizacije se povezuju u strateške saveze (savezi) kako bi bile konkurentnije na tržištu.